# برونیشوو (استان اشوی‌داشکسیه)
برونیشوو (به لهستانی: Broniszów) یک منطقهٔ مسکونی در لهستان است که در گمینا کاژمیژا ویلکا واقع شده‌است.